# Marché aux fleurs Reine-Elizabeth-II
Marché aux fleurs Reine-Elizabeth-II är ett torg på Île de la Cité i Quartier Notre-Dame i Paris 4:e arrondissement. Marché aux fleurs Reine-Elizabeth-II har fått sitt namn av drottning Elizabeth II:s statsbesök i Paris år 2014 i samband med 70-årsminnet av landstigningen i Normandie.

## Omgivningar
- Notre-Dame
- Sainte-Chapelle
- Pont Notre-Dame
- Boulevard du Palais
- Rue Lutèce

## Bilder
| - Marché aux fleurs Reine-Elizabeth-II. - Notre-Dame de Paris. - Sainte-Chapelle. |

## Kommunikationer
- Tunnelbana – linje  – Cité
- Busshållplats Cité – Parvis Notre-Dame – Paris bussnät, linjerna 47 75 N15 N22

### Webbkällor
- ”Discover the Unique Marché aux fleurs of the Île-de-la-Cité”. Paris Attitude. https://infos.parisattitude.com/en/marche-fleurs-ile-de-la-cite/. Läst 24 april 2021.
- ”Marché aux fleurs Reine-Elizabeth-II”. Les rues de Paris. https://www.parisrues.com/rues04/paris-04-marche-aux-fleurs-reine-elizabeth-2.html. Läst 24 april 2021.